# Lijst van departementen en arrondissementen in Île-de-France
De Franse regio Île-de-France heeft de volgende departementen en arrondissementen:

## Parijs
Zie ook de lijst van de arrondissementen.

## Seine-et-Marne
- Meaux
- Melun
- Provins
- Fontainebleau
- Torcy

Zie ook lijsten van de kantons en de gemeentes.

## Yvelines
- Mantes-la-Jolie
- Rambouillet
- Saint-Germain-en-Laye
- Versailles

Zie ook lijsten van de kantons en de gemeentes.

## Essonne
- Étampes
- Évry
- Palaiseau

Zie ook lijsten van de kantons en de gemeentes.

## Hauts-de-Seine
- Antony
- Nanterre
- Boulogne-Billancourt

Zie ook lijsten van de kantons en de gemeentes.

## Seine-Saint-Denis
- Bobigny
- Le Raincy
- Saint-Denis

Zie ook lijsten van de kantons en de gemeentes.

## Val-de-Marne
- Créteil
- Nogent-sur-Marne
- L'Haÿ-les-Roses

Zie ook lijsten van de kantons en de gemeentes.

## Val-d'Oise
- Argenteuil
- Sarcelles
- Pontoise

Zie ook lijsten van de kantons en de gemeentes.